# 熊谷満
熊谷 満（くまがい みつる、1941年7月25日 - ）は、日本の実業家。東北電力副社長、ユアテック社長、相談役。

## 来歴
宮城県気仙沼市出身。宮城県気仙沼高等学校、東北大学法学部卒業。1965年 東北電力に入社。2003年に同社副社長。
2005年 ユアテック社長に就任。その後、同社会長、相談役を歴任。
東北日本カナダ協会副会長、みなと気仙沼大使をつとめる。

## 略歴
- 1965年 3月 東北大学法学部卒業、4月 東北電力入社
- 2003年 6月 同社 代表取締役副社長
- 2005年 6月 同社 取締役退任、ユアテック代表取締役社長[4]
- 2009年 6月 同社 代表取締役会長
- 2010年 6月 仙台銀行取締役（～2016年6月[5]）
- 2012年10月 じもとホールディングス取締役[6]
- 2014年 6月 ユアテック相談役